# Darja Pisjtsjalnikova
Darja Vitaljevna Pisjtsjalnikova (Russisch: Дарья Витальевна Пищальникова) (Astrachan, 19 juli 1985) is een Russische atlete, die gespecialiseerd is in het discuswerpen. Ze werd Europees en Russisch kampioene in deze discipline.

## Biografie

### Op weg naar succes
In 2006 behaalde Pisjtsjalnikova bij het discuswerpen een eerste plaats bij de Europese kampioenschappen en een vierde plaats bij de wereldbekerwedstrijd in Athene.
Het jaar erop toonde ze haar goede vorm met het winnen van een gouden medaille bij de Russische kampioenschappen. Op de wereldkampioenschappen van 2007 in Osaka won zij een zilveren medaille. Met een persoonlijk record van 65,78 m eindigde ze achter de Duitse Franka Dietzsch (goud; 66,61) en voor de Cubaanse Yarelis Barrios (brons; 63,90).

### Schorsing
Darja Pisjtsjalnikova werd geselecteerd voor de Olympische Spelen van 2008 in Peking, maar op 31 juli van dat jaar werd bekendgemaakt, dat ze samen met verschillende andere Russische atletes was geschorst wegens onregelmatigheden bij een dopingtest. Op 20 oktober 2008 werd bekendgemaakt, dat ze voor de duur van twee jaar was geschorst wegens manipulatie met urinemonsters. De urinemonsters die waren afgenomen op de WK van 2007 in Osaka en tijdens een out-of-competition controle in mei 2007 zouden niet met elkaar matchen. Naast deze schorsing werden ook enkele prestaties, waaronder haar zilveren medaille op de WK door de IAAF uit de boeken geschrapt.

### Na schorsing
Haar eerste internationale wedstrijd na haar schorsing was het WK 2009 in Daegu. Hier eindigde ze met 58,10 op een elfde plaats. Een jaar later begon ze het jaar met een zilveren medaille bij de Europese Wintercup in Bar. Op de Olympische Zomerspelen 2012 in Londen eindigde ze eveneens met een zilveren medaille. Met een beste poging van 67,56 eindigde ze achter de Kroatische Sandra Perković (goud; 69,11) en achter de Chinese Li Yanfeng (brons; 67,22).

### Klokkenluidster
In december 2012 stuurde Pisjtsjalnikova de wereldantidopingagentschap WADA een mail waarin ze aangaf bewijzen te willen leveren voor gecontroleerd dopinggebruik van Russische atleten met behulp van Russische sport- en antidopingautoriteiten. De WADA besloot hier niets mee te doen en stuurde de mail volgens protocol door naar de Russische atletiekbond. bron

### Opnieuw betrapt: 10 jaar schorsing
Op 30 april 2013 werd bekendgemaakt, dat Pisjtsjalnikova een tweede dopingcontrole had gemist. Eerder was al bekend geraakt, dat de Russische in mei 2012 betrapt werd op het gebruik van het verboden middel oxandrolon. In oktober 2012 werd ook het B-staal positief bevonden, waarop de IAAF een schorsing voor twee jaar uitsprak. Nadat ze opnieuw een dopingcontrole miste, schorste de Russische atletiekfederatie haar nu voor tien jaar.
Haar oudste broer Bogdan Pisjtsjalnikov doet ook aan discuswerpen (PR 64,19).

## Titels
- Europees kampioene discuswerpen - 2006
- Russisch kampioene discuswerpen - 2007, 2012

## Persoonlijk record
| Onderdeel    | Prestatie | Datum       | Plaats      |
| ------------ | --------- | ----------- | ----------- |
| discuswerpen | 70,69 m   | 5 juli 2012 | Tsjeboksary |

## Palmares

### discuswerpen
Kampioenschappen
- 2001:  WK B-junioren - 49,37 m
- 2002: 8e WJK - 51,98 m
- 2003:  EJK - 52,39 m
- 2004:  WJK - 57,37 m
- 2005:  EK U23 - 59,45 m
- 2006:  Europacup - 64,24 m
- 2006:  EK - 65,55 m
- 2006: 4e Wereldbeker - 61,39 m
- 2011: 11e WK - 58,10 m
- 2012:  Russische kamp. - 70,69 m
- 2012:  Europese Wintercup - 63,86 m
- 2012:  OS - 67,56 m

Golden League-podiumplek
- 2006:  ISTAF – 62,17 m

Diamond League-podiumplekken
- 2012:  Prefontaine Classic – 63,76 m
- 2012:  DN Galan – 66,85 m